# 마님 (1987년 영화)
"마님"은 1987년에 개봉한 대한민국의 영화이다.

## 캐스팅
- 백일섭
- 김문희
- 홍성민
- 홍윤정
- 박진희
- 강영아
- 김기주
- 한명환
- 박용팔
- 김경락
- 채문숙
- 이설산
- 성명순
- 정병선
- 권장원
- 김성기